# Pyytivaara (kulle i Finland)
Pyytivaara är en kulle i Finland. Den ligger i Kontiolax och landskapet Norra Karelen, i den sydöstra delen av landet, 400 km nordost om huvudstaden Helsingfors. Toppen på Pyytivaara är 231 meter över havet, eller 102 meter över den omgivande terrängen. Bredden vid basen är 3,7 km.
Terrängen runt Pyytivaara är huvudsakligen platt. Runt Pyytivaara är det glesbefolkat, med 13 invånare per kvadratkilometer. Närmaste större samhälle är Joensuu, 17,5 km söder om Pyytivaara. I omgivningarna runt Pyytivaara växer i huvudsak blandskog.